# Imaginary Mary
Imaginary Mary – amerykański serial telewizyjny (komedia science fiction) wyprodukowany przez Dog Oaks, Adam F. Goldberg Productions, Happy Madison Productions, ABC Studios oraz Sony Pictures Television, którego twórcami są Adam F. Goldberg, David Guarascio i Patrick Osborne. Serial był emitowany od 29 marca 2017 roku przez ABC. 
12 maja 2017 roku, stacja ABC ogłosiła zakończenie produkcji serialu po jednym sezonie.

## Fabuła
Serial opowiada o Alice, niezależnej samotnej kobiecie, właścicielce firmy PR, która zakochuje się w Benie. Okazuje się, że mężczyzna jest rozwiedziony i ma trójkę niesfornych dzieci. Z pomocą kobiecie przychodzi jej wyimaginowana przyjaciółka z dzieciństwa, Mary.

## Obsada
- Jenna Elfman jako Alice[3]
- Rachel Dratch jako głos "Mary"
- Stephen Schneider jako Ben[4]
- Erica Tremblay jako Bunny
- Matreya Scarrwener jako Dora
- Nicholas Coombe jako Andy

## Odcinki
| Sezon | Sezon | Odcinki | Oryginalna emisja | Oryginalna emisja | Oryginalna emisja | Oryginalna emisja | Oryginalna emisja |
| Sezon | Sezon | Odcinki | Premiera sezonu   | Finał sezonu      | Premiera sezonu   | Finał sezonu      |                   |
| ----- | ----- | ------- | ----------------- | ----------------- | ----------------- | ----------------- | ----------------- |
|       | 1     | 9       | 29 marca 2017     | 30 maja 2017      | —                 | —                 |                   |

### Sezon 1 (2017)
| # | Tytuł                           | Reżyseria        | Scenariusz                                         | Premiera ABC     | Premiera    |
| - | ------------------------------- | ---------------- | -------------------------------------------------- | ---------------- | ----------- |
| 1 | Pilot                           | Shawn Levy       | Adam F. Goldberg, David Guarascio, Patrick Osborne | 29 marca 2017    | brak danych |
| 2 | The Mom Seal                    | Shawn Levy       | Sarah Haskins, Emily Halpern                       | 4 kwietnia 2017  | brak danych |
| 3 | The Parent-y Trap               | Peter Lauer      | Margee Magee                                       | 11 kwietnia 2017 | brak danych |
| 4 | Prom-Com                        | Richie Keen      | Adam F. Goldberg, David Guarascio, Chris Bishop    | 18 kwietnia 2017 | brak danych |
| 5 | In a World Where Worlds Collide | Paul Murphy      | Brian Gallivan                                     | 25 kwietnia 2017 | brak danych |
| 6 | Alice the Mole                  | Lev L. Spiro     | David Guarascio                                    | 2 maja 2017      | brak danych |
| 7 | The Ex X Factor                 | David Katzenberg | Daniel Libman, Matthew Libman                      | 9 maja 2017      | brak danych |
| 8 | Last Dance with Mary            | Fred Goss        | Melody Derloshon, Danielle Uhlarik                 | 16 maja 2017     | brak danych |
| 9 | Sleep Over                      | Luke Greenfield  | Adam Goldberg, Chris Bishop                        | 30 maja 2017     | brak danych |

## Produkcja
6 października 2015 roku stacja ABC zamówiła pilotowy odcinek stworzony przez Adama F. Goldberga, David Guarascio oraz Patrick Osborne.
W lutym 2016 roku ogłoszono, że główne role w serialu zagrają Stephen Schneider i Jenna Elfman.
13 maja 2016 roku stacja ABC zamówiła pierwszy sezon serialu na sezon telewizyjny 2016/17.